# Béatrice Poulot
Béatrice Poulot (Saint-Denis, 1968) è una cantante francese.

## Biografia
Nata sull'isola di Riunione, dipartimento francese d'oltremare, Béatrice Poulot ha ottenuto visibilità con la sua partecipazione all'Eurovision Song Contest 1999 a Gerusalemme, dove ha rappresentato la Bosnia ed Erzegovina duettando con il sarajevese Dino Merlin nel brano Putnici. Dino canta le strofe in lingua bosniaca, mentre a Béatrice sono assegnati pre-ritornello e ritornello, che sono in francese. Putnici ha totalizzato 86 punti, arrivando al 7º posto su 23 partecipanti, il migliore risultato della Bosnia dal suo debutto nel 1993 fino al 2006, quando gli Hari Mata Hari hanno raggiunto il podio classificandosi terzi. Putnici è risultata la canzone più televotata della serata in Austria; è stata inoltre la seconda preferita dal pubblico di Slovenia e Croazia, e la terza preferita per Germania e Danimarca. Nel 1999 e nel 2000 Béatrice ha pubblicato due album su etichetta discografica BS Productions: Moin la mal e Aimer c'est....Béatrice, est sans conteste une digne représentante de l’île de laRéunion. Exilée de son berceau natal, elle offre pourtant à travers bon nombre de ses prestations bien plus que la chaleur et l’exotisme d’une île qui renferme d’indicibles trésors. L’influence conjuguée de son charme et de sa voix lui valent au bout de plusieurs années de travail acharné une sérieuse reconnaissance professionnelle qui guidera peu à peu ses premiers pas aux côtés d’ artistes de tous styles, nationaux et internationaux tels que : Angélique KIDJO • Natacha ATLAS • Julie PIETRI • KASSAV • ZOUK MACHINE • BOY GE MENDES • O2 • Edith LEFEL• Ronald RUBINEL .Tony CHASSEUR • Tanya SAINT-VAL • KASSAV’ • KAFRYNDIZ..RIDO BAYONNE • Awa MAIGA • Nayanka BEL • Raul PAZ • Le groupe "GOSPEL VOICES " • Angélique KIDJO…dont elle fut la choriste et danseuse. • et bien d autres…tout commence réellement en  Martinique en 1994 avec Thierry MARTHELY et Marc CHERY au sein du groupe C’KANS. Dès lors les années et les groupes se succèdent, et l’expérience acquise s’affine. En effet l’année 1995 voit une participation auprès de la formule Acid Jazz DIS BONJOUR A LA DAME. En 1996 au côtés de la célèbre formation antillaise KASSAV’ elle effectue des tournées à travers le monde. En 1997 elle est l’une des trois chanteuses du Girl’s Band SOUL SERENADE et foule de ce fait les planches des plus prestigieuses émissions télévisées Européennes. En 1998 elle rejoint Angélique KIDJO pour une expérience inédite de chants en trois langues (un des dialectes du Bénin, Anglais et Français),  de danses brûlantes physiques et sensorielles et la voilà partie pour des prestations à couper le souffle en Scandinavie, Australie, États-Unis, Afrique du Sud, Europe, les salles mythiques et festivals comme AMNISTIE INTERNATIONAL, AFRICA LIVE, LES FRANCOFOLIES, LE FESTIVAL CREOLE DE LOUISIANE vont être source de nombreuses richesses et d’approfondissements pour cette artiste qui nourrit de passion, de joie, et de bonne humeur, un passeport musical qu’elle veut ensoleillé et sans frontières, comme elle aime le rappeler. C’est ainsi qu’amoureuse inconditionnelle des rythmes endiablés, qu’ils soient du Brésil, de l’Afrique, de l’Amérique, des Antilles, de Cuba ou d’ailleurs, elle plie sitôt bagages dès que l’occasion se présente pour colorer de ses notes vagabondes des tournées auprès d’artistes de renom tels que : •
FANNY J • MEDHY CUSTOS • Laurent VOULZY • Aïwa MAÏGA
• Ben oncle soul Down PEN • ZOUK MACHINE • Yannick NOAH Rodrigue
MARCEL• ORGANIZ • LORD KOSSITY • Rido BAYONNE • Angélique
KIDJO • KASSAV’ • PRINCESSE ERIKA • SLaï… l année 1999 lui offre l’opportunité de rencontrer le grand artiste Bosniaque Dino MERLIN et ainsi de fouler le sol d’Israël en tant que représentante de la Bosnie au grand prix de l’EUROVISION. En effet, remarquée, puis sélectionnée, elle rencontre l’artiste Bosniaque DINO MERLIN avec qui elle interprétera un duo qui offrira à la Bosnie la 7ème place au grand prix de l’EUROVISION le 29 mai 1999. Tout cet acharnement et toute cette force elle les puise au sein de ce qu’elle appelle « son énergie », ses enfants, sa famille et ses proches. Depuis elle se consacre pleinement à sa carrière ainsi qu' à son groupe « Kafryn’ diz » dont elle est la conceptrice et continue à évoluer au sein de formations de renoms tel que EDDIE F, KGP, FANM PEYI, ZOUK MACHINE. 
Béatrice a dit en 2006 : « *Mon seul grand regret est et restera de ne pas avoir accepté l’offre insistante de la direction Canadienne des Cirques du Soleil* »
Ses dernières participations discographiques sont : ZOUK ISLAND
2011, ZOUK PASSION 2010, LAURENT VOULZY, N’JIE, SLAÏ,
RAUL PAZ (CUBA), PATRICK ANDRE, CHRISTOPHE MAHE pour
ZOUK MACHINE, THIERRY FANFANT, PEGGY, SECTION ZOUK,
O2 (ANGOLA), MARIO CANONGE, THIERRY VATON, YVON
ROSILLETTE FRANCOIS SERY (REUNION) et bien d’ autres.
Dernières prestations : MALAVOI, SIR AS au réservoir, Les
TROPHEES DES ARTS AFRO-CARAIBEENS 2009/2010, La NUIT
DE L’OUTRE MER 2012, La NUIT TROPICALE 2013
ALBUMS en tant qu' interprète et ou auteur/compositeur pour
certains :
Album C'kans en 1994 titres « O top » « épi plezi »
1996 " saw simin"
Album de simon Jurad en 1995 (duo)
Album adaptation de zouk fusion en Réunionnais en 1997
Dino MERLIN ( BOSNIE) 1999
Album carte blanche de Mario Canonge (duo avec Tony Chasseur)
2000
Duo du soleil titre "Jolly" avec Olivier Jean-Alphonse 2002
Album d' Hervé LAVAL titre " trait d' amour" avec Olivier 1999
Album " aimer c' est donner " Produit et composé par Slaï et Jim
Rama 2001
Album de Rido Bayonne " Gueule de black" 2000
Album de Willy Salzedo en 2004 "sugar ladies"
Malik ATI
Album « ZOUK MACHINE »
Phil CONTROL
Album de Gilles VOYER
Ali ANGEL « Enko an Fwa »
Céline RETORY
Lorenz
Reprise de Gilles Floro en « Kalin » 2006
Album "Fanm' Péyi" 2005
Album "PASSION ZOUK 2010"
Album « ZOUK ISLAND 2011 »
Album d’ Yvan VOICE « Jalouse » 2013
Claude VAMUR
Album d’ANFANE (Mayotte) 2013
Elodie J
Fred DESHAIES
Patrick BERNARD 2016
Joachim DESORMEAUX 2017
Béatrice CIVATON 2016
Mikaelos 2017
Stephane CASTRY 2016
K-NEL Ketsia 2016
Patrick BERNARD
WAKANZA 2017
Steven MORRIS 2017
Mouv’iles 2018
Djokla 2018
Dinh NGUYEN 2018
Lounge Music pour Malkou 2021
I want to see your body out l
These little words
En prévision :
Album Béatrice POULOT
Album François SERY (Océan Indien)
Album Kafryn' diz

## Discografia

### Album
- 1999 - Moin la mal
- 2000 - Aimer c'est...
- 1994 - O Top (CKANS)
- 1996 En nou kontinyé
- 1997 le Groove (Soul Sérénade)
- 1997 toujou o top
- 1999 Trait-d’amour (l’audition créole)
- 2002 Jolly (Duos du soleil 2)
- 2004 Gadiamb (Kafryndiz)
- 2005 Fanm Peyi
- 2006 enko on fwa (Ali Angel)
- 2007 à 2011 Concept lounge (House , electro…)
- 2010 « Pourquoi » Compilation Passion Zouk
- 2011 « Pardon pou chak jou » Compilation Zouk Island
- 2020 Mouv îles
- de 1994 à 2025 plus de 500 EP en tant que choriste ou featuring

### Singoli
- 1999 - Putnici
- Sensual Kafryn - à venir
- Cheveux kafryn - à venir